# 松平太郎
松平 太郎（まつだいら たろう、天保10年〈1839年〉- 明治42年〈1909年〉5月24日） は、幕末の幕臣。陸軍奉行並。いわゆる「蝦夷共和国」の副総裁を務めた。諱は正親。正七位。

## 生涯
幕臣・松平九郎左衛門（150俵）の子に生まれ、江戸の仏学者・村上英俊の塾に入門する。幕府では文久年間には奥右筆、慶応3年6月には外国奉行支配組頭に就任した。
慶応4年（1868年）1月に戊辰戦争が勃発すると、2月には歩兵頭を経て陸軍奉行並に任命され、陸軍総裁・勝海舟の下で旧幕府軍の官軍への反発を抑える役目を負うが、主戦論者だった松平は大鳥圭介や榎本武揚らと図って自らも抗戦に参加。江戸を脱出し、今市にて大鳥と合流、軍資金を届けている。その後会津戦争で敗れると榎本らと共に蝦夷地へ渡った。

### 「蝦夷共和国」副総裁
蝦夷地占領後に行われた「公選入札」（選挙）において榎本に次ぐ得票を得て、箱館政権における副総裁に就任した。主に民政・外交面で活動し、榎本の女房役を務める。榎本の「洋才」に対し、松平の「和魂」と言われ、人望は厚かった。明治2年（1869年）5月の新政府軍の総攻撃の際には、奮戦するも敵わず、18日に降伏した。

### 戊辰戦争後
6月7日の五稜郭開城後、榎本らと東京に護送され、榎本や大鳥らと同様、東京辰ノ口糾問所に禁固。明治5年（1872年）に釈放され、明治政府に開拓使御用係・開拓使五等出仕に任ぜられて箱館在勤を命じられたが、翌年には辞した。
その後は三潴県権参事を経てロシアのウラジオストクに外務省7等出仕して派遣されたが、ほどなく退職。現地で貿易商、中国で織物業などを営むが、商売人としての才能に欠け、いずれも失敗、流浪の日々を送る。晩年は妻と子に先立たれ、弟小六郎とともに榎本の保護下で生活していたと言われている。
明治42年（1909年）、伊豆賀茂郡の湯本屋で病死。死亡日は5月24日の他に25、26日説がある。享年71。

## 人物
- 「蝦夷共和国」幹部の中でも明治期に不遇だったせいか、榎本や大鳥に比べると知名度は劣るものの、大変有能だったとされる。江戸開城の前後にも官軍に対して面従腹背の態度を取って、これを翻弄した。また銀座などから、100万両もの軍資金を押収することに成功した[3]。しかし戦局の悪化からか、大部分は散逸したり官軍に奪い返されたりしたのだが、20万両前後は大鳥に渡すことができた。流浪の集団である伝習隊がその後1年もの間、維持できたのは彼の功績が大である。
- 松平を尊敬していた法学者の高木正次が、松平太郎の名を襲名した。
- 大正8年（1919年）に発刊された『江戸時代制度の研究』(上下巻)の著書が陸軍奉行並松平太郎の嗣子(養子)である「法學士松平太郎」として出版してある[4]。

## 関連作品
テレビドラマ
- 燃えよ剣(1970年、NET) - 中田博久
- 五稜郭（1988年） - 藤岡弘